# 나루토 시 도이쓰관

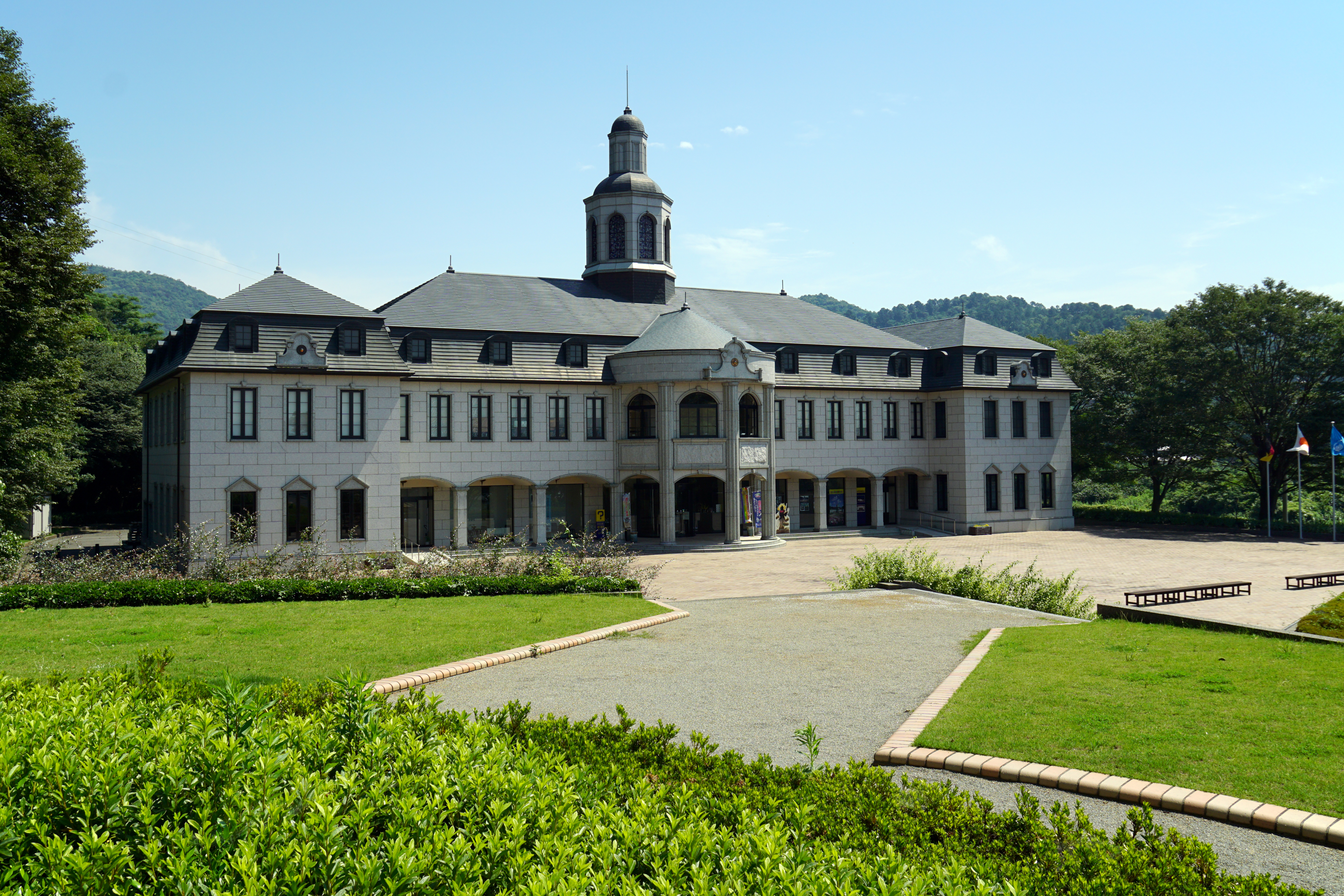

나루토 시 도이쓰관(일본어: 鳴門市ドイツ館 나루토시도이쓰칸[*], 영어: Naruto German House)는 일본 도쿠시마현 나루토시에 위치한 박물관이다. 1차 세계 대전 중 독일 포로 수용소 기념 시설로서 1972년 설립되었다. 현재의 건물은 1993년 준공했다.